# Paul Horn
Paul Horn (Nueva York, 17 de marzo de 1930 - Vancouver, 29 de junio de 2014) fue un saxofonista, flautista y compositor de jazz estadounidense.

## Historial
Aprendió a tocar el piano y el clarinete muy joven, impulsado por su madre, que era pianista de Irving Berlin. Después se pasó al saxo alto y a la flauta, instrumentos con los que se incorporó al quinteto de Chico Hamilton, sustituyendo a Buddy Collette (1956-1958), ya instalado en California. Desarrolla su actividad con pequeños grupos, dentro de la escena West Coast jazz. Más tarde, forma parte de la orquesta titular del "Tonight Show" y acompaña al cantante Tony Bennett (1965-1966)
En 1967 se traslada a Columbia Británica y su música se escora hacia el jazz de carácter étnico, especialmente influido por la música de la India. Graba con Ravi Shankar, y realiza discos de "solo flauta" en el Taj Mahal (Inside, un disco de enorme éxito mundial) y bajo las Pirámides de Egipto, y desarrolla un concepto de sonido global que es precursor de la new age, convirtiéndose en uno de los músicos más importantes de la costa oeste. A comienzo de los años 1980 recupera temporalmente el jazz, formando un cuarteto que realiza una gira por la URSS, además de grabar con Stan Getz.

## Discografía
| - Ellington Suite (con Chico Hamilton) (1959) - Something Blue (1960) - The Jazz Years (1961) - Pictures at an Exhibition (con Allyn Ferguson) (1961) - Profile of a Jazz Musician (1961) con el vibrafonista Emil Richards - The Sound of Paul Horn (1961) - Jazz Suite on the Mass Texts (1965) con Lalo Schifrin - In India & Kashmir (1968) - Inside (1968) - Inside II, (1972) - Visions (1974) - The Altitude of the Sun (1975) - Special Edition (1975) - Nexus (1975) - Raga kerwani (1976) - Inside the Great Pyramid (1976) - Riviera Concert (1977) - Dream Machine (1978) |  | - Nuture boy, con Stan Getz (1980) - China (1981) - Inside the Cathedral (1983) - Traveler (1985) - Sketches: A Collection (1986) - China (1987) - The Peace Album (1988) - Brazilian Images (1989) - Inside the Taj Mahal, Volume 2 (1989) - Nomad (1990) - Africa (1994) - Music (1997) - Inside Canyon de Chelly (1997) - con Carlos Nakai - Inside Monument Valley (1999) - con Nakai - Tibet: Journey to the Roof of the World (2000) - Imprompture (2001) - Journey Inside Tibet (2001) |